# Гец фон Мірбах
Барон Еріх Вернер Зігфрід Гец фон Мірбах (нім. Erich Werner Siegfried Götz Freiherr von Mirbach; 12 вересня 1915, Шарлоттенбург — 6 серпня 1968, Гамбург) — німецький офіцер, корветтен-капітан крігсмаріне. Кавалер Лицарського хреста Залізного хреста з дубовим листям.

## Біографія
5 квітня 1935 року вступив на флот. З 1939 року — командир торпедного корабля S18, з 1940 року — S21, з 1941 року — S29, потім S41. З квітня 1943 року — командир 9-ї флотилії торпедних катерів. В травні 1945 року взятий в полон британськими військами. У вересні 1945 року звільнений.
Учасник літніх Олімпійських ігор 1952, на яких посів десяте місце в класі 6-метрових вітрильних човнів.

## Нагороди
- Медаль «За вислугу років у Вермахті» 4-го класу (4 роки; 5 квітня 1939)
- Залізний хрест
  - 2-го класу (30 квітня 1940)
  - 1-го класу (28 травня 1940)
- Лицарський хрест Залізного хреста з дубовим листям
  - лицарський хрест (14 серпня 1940)
  - дубове листя (№500; 14 червня 1944)
- Нагрудний знак есмінця (16 грудня 1940)
- Нагрудний знак торпедних катерів з діамантами
  - знак (21 грудня 1940)
  - діаманти (14 червня 1944)
- Німецький хрест в золоті (10 листопада 1942)
- Орден військових заслуг (Іспанія), білий дивізіон (10 листопада 1943)
- Відзначений у Вермахтберіхт (28 квітня 1944)
- Нагрудний знак «За поранення» в чорному (червень 1944)